# 酵素前駆体
酵素前駆体（こうそぜんくたい zymogen チモーゲン）とは、不活性な酵素前駆体のことである。
酵素前駆体が活性を持つ酵素に変化するには、加水分解や構造変化などの生化学的変化によって活性部位が働ける状態になる必要がある。
なかでも、酵素前駆体の一部がプロテアーゼによって切断される例は多く、活性化の過程で遊離したペプチド鎖は活性化ペプチドと呼ばれる。

## 酵素前駆体の例
酵素前駆体の例として、以下のようなものがある。
トリプシノーゲン： 消化酵素 トリプシン の前駆体
キモトリプシノーゲン消化酵素 キモトリプシン の前駆体
ペプシノーゲン消化酵素 ペプシン の前駆体
プロエラスターゼ消化酵素 エラスターゼ の前駆体
プロリパーゼ消化酵素 リパーゼ の前駆体
血液凝固系の酵素の大半カスケード反応を形成している
プラスミノゲン線溶系の酵素 プラスミン の前駆体
補体系の酵素の一部
カスパーゼアポトーシスを実行するシグナルカスケードを構成している
このうち、トリプシン、キモトリプシン、エラスターゼ、凝固系酵素、プラスミン、補体系酵素はセリンプロテアーゼである。カスパーゼはシステインプロテアーゼであり、ペプシンはアスパラギン酸プロテアーゼである。
なお、活性化された酵素を、別の酵素が修飾して不活性化する過程も存在する。例えば、凝固系のプロテインCは、活性型第V因子や活性型第VIII因子を分解して不活性化する。

## 意義
活性型の酵素をそのまま合成するのではなく、まず不活性型の前駆体として合成しておき、後で活性化するのは、次のような意義があると考えられている。
まず、迅速な調節が可能となることである。遺伝子の転写、mRNAの翻訳には数十分〜数時間がかかるため、出血のような緊急事態に対応するには間に合わない。活性を持たない前駆体をあらかじめ用意しておけば、必要が生じたときにすぐに活性化して使うことができる。
次に、反応を増幅できることである。凝固系・補体系・アポトーシスなどの経路は、活性化された酵素が次の段階の酵素を活性化するというカスケード反応になっている。一つの酵素は無数の基質を反応させることができるので、小さな入力から大きな出力(反応)を得ることができる。
また、酵素活性を、時間的・空間的に限定するという意味もある。つまり、必要なときに、必要な場所でのみ、酵素を活性化させるのである。例えば、消化酵素は食物を分解して吸収できるようにする上で不可欠なものだが、自己の組織をも分解しかねない危険な存在である。そこで、酵素を前駆体として合成して不活性な状態で貯蔵しておき、食事後に消化管内に分泌されて初めて活性化するようにしている。急性膵炎は、この仕組みが破綻した状態といえる。膵臓の中で消化酵素が活性化され、膵臓と周辺臓器が溶かされてしまう重篤な疾患である。播種性血管内凝固症候群 も、凝固系と線溶系の酵素活性のバランスが崩れた状態といえる。